# IC 102
IC 102 ist eine linsenförmige Radiogalaxie vom Hubble-Typ S0/a im Sternbild Fische auf der Ekliptik. Sie ist schätzungsweise 648 Millionen Lichtjahre von der Milchstraße entfernt und hat einen Durchmesser von etwa 195.000 Lichtjahren. Vom Sonnensystem aus entfernt sich das Objekt mit einer errechneten Radialgeschwindigkeit von näherungsweise 14.400 Kilometern pro Sekunde.
Das Objekt wurde am 2. Dezember 1893 vom französischen Astronomen Stéphane Javelle entdeckt.

## Galaktisches Umfeld
| Nr. | Galaxie          | Alternativname          | Rek           | Dek           | Distanz/asec |
| --- | ---------------- | ----------------------- | ------------- | ------------- | ------------ |
| →   | IC 102           | LEDA/PGC 5172           | 01h24m26.33s  | +09d53m11.6s  | 0            |
| 1   | IC 101           | LEDA/PGC 5147           | 01h24m08.55s  | +09d55m49.9s  | 306.90       |
| 2   | NGC 522          | LEDA/PGC 5218           | 01h24m45.85s  | +09d59m40.7s  | 484.10       |
| 3   | LEDA/PGC 5213    | UGC 969                 | 01h24m45.80s  | +09d45m36.7s  | 538.28       |
| 4   | LEDA/PGC 212755  | 2MASX J01245607+1001366 | 01h24m56.08s  | +10d01m36.7s  | 670.51       |
| 5   | LEDA/PGC 1372878 | NSA 129365              | 01h23m46.11s  | +09d58m46.4s  | 682.47       |
| 6   | NGC 525          | LEDA/PGC 5232           | 01h24m52.911s | +09d42m12.05s | 767.77       |
| 7   | LEDA/PGC 1374657 | 2MASX J01241792+1006254 | 01h24m17.90s  | +10d06m25.3s  | 803.97       |
| 8   | LEDA/PGC 1373908 | 2MASX J01234497+1003164 | 01h23m45.00s  | +10d03m16.6s  | 859.58       |
| 9   | LEDA/PGC 1373126 | 2MASX J01233022+0959504 | 01h23m30.24s  | +09d59m50.4s  | 919.22       |
| 10  | LEDA/PGC 1375298 | 2MASX J01244835+1008546 | 01h24m48.37s  | +10d08m54.5s  | 997.36       |